# Sven Tippelt
Sven Tippelt (n. 3 iunie 1965, Leipzig, RDG) este un gimnast artistic ce a reprezentat Germania, medaliat olimpic. A participat la 2 ediții ale Jocurilor Olimpice (1988, 1992) în care a câștigat o medalie de argint și două medalii de bronz.